# Teorie del valore
Si parla di teorie del valore in economia per indicare l'insieme delle concezioni riguardanti la genesi e la determinazione del valore, come proprietà delle merci distinta dal costo e logicamente antecedente rispetto al prezzo, che ne costituisce in tale ottica la manifestazione fenomenica.
L'economia politica ha sempre cercato di dare risposte alla domanda: da dove deriva il valore? Le risposte sono state assai divergenti. Si va dalla scarsità dei beni disponibili, alla loro utilità, alla necessità di remunerare i fattori produttivi, includendovi il capitale e considerando la sua remunerazione;– il profitto – come la ricompensa per l'astinenza del capitalista, il quale può permettersi di rinunciare al consumo per impiegare produttivamente la propria ricchezza, e così via.

## Il valore negli economisti pre-classici

### William Petty
William Petty (1623-1687) è considerato da molti il più grande esponente di quella corrente di pensiero nota sotto il nome di aritmetica politica.
Nel suo primo lavoro, A Treatise of taxes and contribution (1662), distinse il valore corrente delle merci dal loro valore naturale: mentre il primo è il risultato di "cause contingenti", il secondo è determinato dai costi di produzione delle singole merci.
Il prezzo di una merce dipende per Petty dalle quantità di terra e lavoro impiegate nella sua produzione, essendo questi gli unici fattori produttivi originari, cioè non prodotti.
Egli riteneva inoltre che fosse rinvenibile tra questi fattori una sorta di valore di scambio naturale. Risultava pertanto possibile esprimere il prezzo di una qualsiasi merce utilizzando la quantità di uno solo di tali fattori, così come combinazioni dei due.

### Richard Cantillon

Richard Cantillon, Saggio sulla natura del commercio in generale (Essai sur la nature du commerce en général, 1755)

Richard Cantillon (1697-1734) subì molto l'influenza di Petty. Nel suo Saggio sulla natura del Commercio in generale (Essai sur la nature du commerce en général), pubblicato postumo nel 1755, il valore intrinseco delle merci è interpretato come il valore cui tendono i prezzi di mercato. Questi ultimi possono deviare dal primo a causa di squilibri fra domanda e offerta; tale fenomeno è però causa di differenze nella convenienza dei diversi settori economici, differenze che spingono i produttori a riallocare il loro capitale supplendo così agli squilibri del mercato e riportando la coincidenza fra i due valori.
Diversamente da Petty, Cantillon era consapevole delle difficoltà che possono insorgere nel tentativo di rintracciare una parità naturale fra il lavoro e la terra, data l'eterogeneità di questi fattori produttivi; ciononostante egli sembra essere dell'opinione che vi possa essere un qualche modo di stabilire un comune ordine di grandezza, mediante l'utilizzo del grano o di qualche altra merce composita da usarsi per la misurazione.
Nonostante la sua opinione fosse nel senso che l'unica vera fonte di sovrappiù fosse la terra, in alcuni passi dell'Essai sembra implicitamente aprirsi ad una diversa possibile origine: quella manifatturiera.
In Cantillon è inoltre chiaramente espressa la dicotomia fra salari e profitti, e compare altresì, sebbene in una forma ancora embrionale, la nozione d'uniformità del saggio di profitto.

### François Quesnay e i fisiocratici
In Tableau économique, pubblicato nel 1758, François Quesnay (1694-1774) dà per la prima volta una rappresentazione del sistema della produzione e del consumo come processo circolare utilizzando un primordiale schema di flusso, considerando l'agricoltura come settore produttivo e l'artigianato ed il commercio come settore sterile.
Questo impianto lo porta all'analisi delle interdipendenze e delle condizioni di riproducibilità del sistema economico nel suo complesso.

## Il valore negli economisti classici

### Adam Smith
Adam Smith (1723-1790) pubblicò la sua Indagine sulla natura e le cause della ricchezza delle nazioni nel 1776. In questo lavoro sono rintracciabili tutti i concetti dell'economia politica classica: la distinzione fra prezzi di mercato e naturali, le nozioni di valore d'uso (l'utilità di un oggetto particolare) e di valore di scambio (il potere di acquistare altri beni che il possesso di quell'oggetto comporta), i concetti di lavoro incorporato e comandato, quelli di capitale fisso e variabile.
Smith libera il concetto di prodotto netto da quello d'eccedenza fisica e individua nel lavoro l'origine della ricchezza di ogni nazione.
A questo giunge attraverso una serie di passaggi logici, a volte soltanto impliciti, in cui ogni merce prodotta è collegata alla quantità di lavoro direttamente necessaria a produrla e ad un insieme di merci utilizzate nella sua produzione; queste ultime sono a loro volta ridotte a quantità di lavoro e ad un insieme di quantità fisiche di mezzi di produzione.  L'operazione è ripetuta diminuendo a ciascun passaggio il residuo di mezzi di produzione prodotti. In questo modo il sistema economico è visto come un insieme di settori che collegano i fattori originari ai beni di consumo finali.
Quest'approccio permette a Smith di capovolgere il punto di vista di numerosi economisti precedenti riguardo alla spiegazione del valore di scambio; questo non è più esaminato a partire dalla relazione fra domanda e offerta, bensì a partire dall'idea che, in un sistema di produzione basato sulla divisione del lavoro, la questione centrale è la determinazione dei rapporti di scambio fra lavoro e merci (valore come lavoro comandato).
Smith ritiene che tale rapporto, se "nello stadio primitivo e rozzo della società" potesse essere determinato solo dalla quantità di lavoro necessaria alla produzione (valore come lavoro incorporato), nel periodo successivo all'accumulazione dei fondi e all'appropriazione della terra sia la risultante di salari, profitti e rendite.

### David Ricardo
David Ricardo (1772-1823) è sicuramente uno degli esponenti più importanti della cosiddetta scuola classica.
Sebbene Ricardo si trovi su molti punti in perfetto accordo con Smith, vi sono alcune profonde differenze d'approccio. Quella smithiana è una visione dell'economia come un insieme di settori verticalmente integrati, in cui non rimane alcuno spazio per la considerazione delle relazioni interindustriali e dei mezzi di produzione prodotti. In Ricardo al contrario l'attenzione si focalizza soprattutto sull'apparato di produzione: la visione ricardiana del sistema economico è basata sulla considerazione di "industrie", cioè di settori formati mediante l'aggregazione dei processi produttivi che producono merci simili. Lo stesso lavoro, che in Smith è il fondo ultimo da cui deriva la ricchezza di una nazione, in Ricardo retrocede a fattore di produzione, alla stessa stregua delle macchine e della terra. Quest'approccio è alla base dell'accoglimento da parte di Ricardo della cosiddetta legge di Say,  così come dei risultati cui Ricardo giunse nell'analisi del valore e della distribuzione del reddito.
Proprio allo studio della distribuzione del reddito, problema che considerò sempre di capitale importanza nell'economia politica, furono dedicati i maggiori sforzi di Ricardo. Tutta l'opera ricardiana può essere anzi vista come il tentativo di chiarire e semplificare le relazioni fra le variabili distributive e il prezzo.
Ricardo affrontò in maniera esplicita il problema del valore nella sua opera maggiore, On the principles of political economy and taxation, che fu pubblicata nel 1817 ed ebbe diverse edizioni. Per Smith era stato essenziale a questo proposito determinare la ragione di scambio fra merci e lavoro. Nella spiegazione del prezzo naturale egli aveva quindi trascurato le relazioni interindustriali. L'approccio per industrie seguito da Ricardo pone invece al centro dell'analisi le condizioni relative di produzione delle diverse merci. L'ottica diversa è la causa delle forti divergenze che i due autori mostrano d'avere riguardo alle conseguenze che l'aumento di una variabile distributiva (saggi di salario, rendita o profitto) dovrebbe avere sul prezzo reale delle merci. Per Smith "l'aumento dei salari fa aumentare di necessità il prezzo di molte merci aumentandone la parte che si risolve in salari"; al contrario Ricardo, che parte dalla considerazione dei rapporti di scambio intersettoriali e delle proporzioni fra lavoro e mezzi di produzione in ciascun processo produttivo, giunge alla conclusione esattamente opposta: le merci continuerebbero ad essere vendute al medesimo prezzo di prima; l'aumento dei salari comporterebbe solo una diversa ripartizione dei proventi, con conseguente diminuzione dei profitti del capitale.
Per Ricardo è solo la quantità di lavoro direttamente o indirettamente impiegata nella produzione di una merce a determinarne il prezzo relativo (teoria del valore-lavoro). Così il lavoro incorporato, che per Smith era la regola solo nello stadio precedente all'accumulazione del capitale e all'appropriazione delle terre, diventa con Ricardo la legge del valore anche nello stadio capitalistico. Accettata la teoria del valore-lavoro scompare la dipendenza fra distribuzione del reddito e valori.
Tuttavia Ricardo si accorse presto che la validità della sua teoria era strettamente dipendente dall'ipotesi di costanza, nei diversi settori economici, dell’intensità di capitale (la quantità di capitale impiegata per lavoratore) e del tempo di durata delle macchine utilizzate. Infatti, data una certa distribuzione del reddito, laddove si considerino due industrie che impieghino differenti proporzioni di capitale (o capitali fissi con un diverso "saggio di logoramento"), un cambiamento in una delle variabili distributive (ad esempio il saggio di salario) comporterà sì una variazione in direzione opposta dell'altra componente (il saggio di profitto), ma questa compensazione avrà un peso diverso nelle due industrie. La conseguenza sarà una variazione della struttura dei prezzi senza che sia intervenuta alcuna variazione nelle quantità di lavoro. Chiarendo quanto appena detto, una diminuzione del saggio di profitto, conseguenza di un aumento dei salari, farà diminuire tra le due merci il prezzo di quella, in termini dell'altra, che utilizza una maggiore proporzione di capitale; allo stesso modo, all'aumentare del saggio di salario, diminuirà il prezzo di quella merce, in termini dell'altra, che è prodotta con macchinari di maggiore durata (maggiore è la differenza nei tempi di durata, maggiore sarà la diminuzione del prezzo).
Quindi, nonostante Ricardo fosse più che consapevole del fatto che la teoria del valore-lavoro non potesse essere presentata come una legge generale, egli respinse sempre le critiche che gli venivano mosse, affermando che l'abbandono di quella teoria avrebbe portato solo a modificazioni di poco conto nelle conclusioni cui era giunto, e che la teoria stessa poteva ritenersi quale "approssimazione più vicina alla verità". La sua convinzione più profonda era che le leggi che governano la distribuzione del reddito non sono connesse in modo indissolubile alla teoria del valore. Ricardo stesso si rese conto tuttavia che non sarebbe riuscito a far accettare questa sua convinzione fino a quando non si fosse utilizzata come numerario una merce il cui valore fosse indipendente dalle variazioni nella distribuzione del reddito. Questa merce numerario doveva in un certo senso rappresentare una media di tutte le merci; doveva cioè avere una componente salario e una componente profitto le cui variazioni si controbilanciassero, elidendosi a vicenda. Usandola come merce numerario si sarebbe stati infatti certi che ogni variazione di prezzo di una qualsiasi merce, conseguenza di una variazione nella distribuzione del reddito, sarebbe sicuramente da attribuirsi alla merce del cui prezzo si tratta, e non ad una variazione nell'unità di misura adottata.
Ricardo non riuscì in ogni modo a trovarla. Proprio dalla ricerca di questa "misura invariabile del valore" è scaturito secondo alcuni lo schema teorico della produzione di Piero Sraffa.

### Robert Torrens
Robert Torrens (1780-1864) fu uno dei primi economisti ad attribuire la produzione della ricchezza all'azione congiunta di terra, lavoro e capitale, ad illustrare come la produttività dell'industria sia aumentata dalla "divisione territoriale del lavoro" e a formulare la legge dei rendimenti decrescenti.
I molti punti di contatto con Ricardo lo portarono ad approfondire lo studio delle relazioni industriali e ad accogliere le sue idee riguardo alla domanda effettiva.
Il punto di maggior interesse per quanto ci riguarda è il suo rifiuto della teoria del valore-lavoro. In An essay on the production of wealth, pubblicato nel 1815, partendo dall'analisi ricardiana circa le complicazioni che sorgono nella determinazione dei valori dall'impiego di capitale in proporzioni differenti, Torrens giunge a ritenere che quella che da Ricardo era considerata solo un'eccezione fosse in realtà la regola: non è la quantità di lavoro incorporato, accumulato ed immediato, a determinare il prezzo di una merce, ma solo la quantità di capitale impiegato (o lavoro accumulato).
Per Torrens la teoria dei prezzi naturali non può essere indipendente dal contesto istituzionale e, se la teoria pura del valore-lavoro è sostenibile "in quel primitivo stadio della società che precede la separazione della collettività in una classe di capitalisti e in una di operai", essa non lo è più "non appena viene accumulato capitale e una classe di capitalisti si differenzia da una classe di operai".
Nello stadio capitalistico l'unica regola che conta è quella che garantisce l'uniformità del saggio di profitto, e questo indipendentemente dalla quantità di lavoro immediato messo in movimento: "capitali che contengano eguali quantità di lavoro accumulato e siano eguali in grandezza e durabilità daranno prodotti di valore eguale".
Nello spiegare questa sua peculiare teoria Torrens dimostra come sia vera purché si consideri come compreso nei "risultati" della produzione, oltre ai prodotti nel senso corrente della parola, anche il residuo del capitale fisso impiegato.  Tale metodo fu poi generalmente adottato anche dai suoi oppositori: prima da Ricardo nella successiva edizione dei Principles, poi da Thomas Malthus in The measure of value, e più tardi da Marx ne Il Capitale. Anche Sraffa lo riprese nella Seconda Parte di Produzione di merci a mezzo di merci, laddove, nell'introdurre il capitale fisso, considerò quanto rimane di esso come una specie di prodotto congiunto.

### Karl Marx
La teoria marxiana del valore-lavoro prende come base la teoria classica, ma vi apporta alcune modifiche.
Rispetto alla distinzione classica fra capitale fisso e capitale circolante, Marx opera una diversa distinzione fra capitale costante e capitale variabile, in cui il capitale costante comprende, oltre al capitale fisso, anche la porzione di capitale circolante non costituita da salari.
Inoltre Marx recupera la distinzione fisiocratica fra lavoro produttivo ed improduttivo, per arrivare alla distinzione fra sovrappiù (plusvalore) e sfruttamento.

## Il valore nell'economia neoclassica

### Carl Menger
Carl Menger (1840-1921), fondatore della scuola austriaca, pubblicò nel 1871 i suoi Principi di economia.
Come altri economisti che seguirono, Menger si propone di contribuire a conferire all'economia lo stesso statuto delle scienze naturali, individuando i fenomeni più semplici e servendosi di essi per spiegare quelli più complessi. Individua quindi una legge causale nella soddisfazione di bisogni umani procurata a ciascun individuo da cose utili. Inaugura con ciò quello che
Joseph Schumpeter definirà individualismo metodologico: la fondazione dell'analisi economica esclusivamente sul comportamento degli individui, non più di classi di individui (proprietari fondiari, capitalisti, lavoratori) come nell'economia classica.
Menger precisa che l'utilità di un bene è requisito necessario ma non sufficiente per farne oggetto dell'economia. Un bene è economico se la quantità che se ne desidera è superiore a quella disponibile.
Se la quantità disponibile di un bene economico diminuisce, ciò comporta necessariamente la minore soddisfazione di un bisogno. Il valore di singole quantità di un bene risiede quindi nella maggiore o minore soddisfazione che possono causare. Beni diversi hanno valori diversi perché procurano soddisfazioni di diversa entità per motivi sia soggettivi che oggettivi. È soggettiva l'importanza attribuita a ciascun bene (il cibo è più importante del tabacco). Quanto ai motivi oggettivi, Menger argomenta che un bene può spesso soddisfare più bisogni e che, essendo la sua disponibilità limitata (per la definizione stessa di "bene economico"), ciascun individuo, disponendo di una data quantità del bene, soddisfa prima i bisogni più importanti, poi via via quelli meno importanti, fin dove può. Il valore del bene è dato dall'importanza dell'ultimo bisogno (in ordine di importanza) che riesce a soddisfare.
Il valore ha quindi per Menger un carattere soggettivo ed i beni oggetto di scambio non rappresentano eguali quantità di valore in senso oggettivo.
Il carattere di soggettività del valore economico (non tanto il "valore di scambio, ma il "valore d'uso per produrre, e soprattutto il "valore d'uso per il godimento), e quindi la sua teoricamente possibile tendenza asintotica all'assoluto, all'infinito, non raggiungibile da alcun prezzo, permette di non confondere mai più "costo" (oggettivo e misurabile) e "valore" (teoria del valore-lavoro), ma anche "prezzo" (convenzionale, oggettivabile, misurabile) e "valore" (teorie del profitto), perciò permette di non confondere mai più le teorie del valore con le "teorie del prezzo", e infine permette di non confondere il "profitto" con le forme di "surplus" produttivo (magari diffuso) senza profitto nominale, tra cui le importanti conseguenze del prezzo di costo generalizzato della concorrenza perfetta studiata soprattutto da Léon Walras.
Si ha scambio tra gli individui A e B se A ha beni che valgono per lui meno di quanto valgono per B, e viceversa. Ad esempio, se A ha 100 unità di grano che valgono per lui almeno 40 unità di vino, non darà mai più di 100 unità di grano per 40 unità di vino; se B ha 40 unità di vino che valgono per lui almeno 80 unità di grano, non cederà mai 40 unità di vino per meno di 80 unità di grano. Lo scambio tra i due è quindi possibile: è sufficiente che A dia meno di 100 unità di grano per il vino di B e B riceva per esso almeno 80 unità di grano. Sono economicamente possibili tutte le combinazioni intermedie (40 unità di vino di B contro 80, 81, ..., 90, ..., 95, ...100 unità di grano di A); tuttavia, gli sforzi opposti dei due individui di raggiungere ciascuno la maggiore soddisfazione per sé tende a far prevalere, per Menger, la media dei due estremi. Il prezzo di 40 unità di vino sarà quindi dato da 90 unità di grano e risulterà determinato solo da fattori soggettivi.

### William Stanley Jevons
Per William Stanley Jevons (1835-1882), l'economia è una scienza del comportamento umano e deve basarsi sulla psicologia.
Nella sua Teoria dell'economia politica (1871), si propone di trattare l'economia come un calcolo matematico del piacere
(pleasure) e del dolore (pain) e ne definisce l'oggetto come la massimizzazione della felicità mediante l'acquisto di piacere al minor costo in termini di dolore.
Un bene è un qualsiasi oggetto, sostanza, azione o servizio che può procurare piacere o alleviare un dolore; l'utilità è la qualità grazie alla quale un bene procura piacere o allevia un dolore. L'utilità, peraltro, non è inerente ai beni, ma è una loro circostanza che emerge in relazione ai bisogni umani. Soprattutto, l'utilità diminuisce con l'aumentare del consumo di un bene e viceversa; ad esempio, dividendo in dieci parti il cibo consumato ogni giorno, la privazione dell'ultima parte non disturba più di tanto, ma privazioni successive arrecano sempre maggior nocumento, fino ad arrivare alla morte per fame.
Jevons indica con {\displaystyle \ x} un bene, con {\displaystyle \ u} l'utilità totale che riviene dal consumo di {\displaystyle \ x}, con
{\displaystyle {\frac {du}{dx}}} il grado di utilità corrispondente alla quantità {\displaystyle \ x} (la variazione di utilità corrispondente ad una variazione infinitesima delle quantità consumata) e definisce grado finale di utilità quello corrispondente all'ultimo incremento infinitamente piccolo alla quantità già disponibile del bene.
Un bene può soddisfare diversi bisogni. La sua distribuzione su diversi utilizzi deve essere tale che la diminuzione di un utilizzo non comporti un dolore più intenso del piacere derivante dall'aumento di un altro; deve cioè aversi:
{\displaystyle \ {\frac {du_{1}}{dx}}={\frac {du_{2}}{dy}}}.

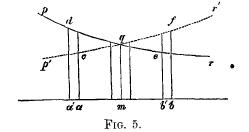
Figura 5 della Teoriadi Jevons (p. 97): la curva di utilità decrescente di un bene acquisito e quella crescente di un bene ceduto si incontrano in un punto che indica il rapporto di scambio tra i due beni.

Lo scambio di due beni segue regole analoghe: se l'individuo o la comunità A possiede grano, ad esempio, sarà disposto a scambiarlo con il bestiame di B fino a che la perdita di utilità derivante dalla cessione di grano sarà eguale al guadagno di utilità derivante dall'acquisizione di bestiame. Ovvero, indicando:
- con {\displaystyle \ \varphi _{1}(a-x)} il grado finale di utilità per A dell'ammontare iniziale di grano meno la quantità ceduta;
- con {\displaystyle \ \psi _{1}(y)} il grado finale di utilità del bestiame per A;

deve aversi:
{\displaystyle \ \varphi _{1}(a-x)\cdot dx=\psi _{1}(y)\cdot dy}
ovvero
{\displaystyle \ {\frac {\varphi _{1}(a-x)}{\psi _{1}(y)}}={\frac {dy}{dx}}}.
Jevons stabilisce anche una Legge di Indifferenza, secondo la quale in un dato momento e in un dato mercato non possono esservi due prezzi diversi per lo stesso tipo di articolo. Da essa deriva che il rapporto secondo cui vengono scambiate le ultime quantità infinitesime di due merci in un atto di scambio deve essere uguale al rapporto secondo cui vengono scambiate le quantità complessive di esse:
{\displaystyle \ {\frac {dy}{dx}}={\frac {y}{x}}}.
Su questa base, e indicando con {\displaystyle \ \varphi _{2}(x)} e con {\displaystyle \ \psi _{2}(b-y)} i gradi finali di utilità per B (rispettivamente, del grano e del bestiame), l'equazione diventa:
{\displaystyle \ {\frac {\varphi _{1}(a-x)}{\psi _{1}(y)}}={\frac {y}{x}}={\frac {\varphi _{2}(x)}{\psi _{2}(b-y)}}}.
Il valore, per Jevons, è sempre relativo: il valore di un bene non è altro che il rapporto secondo cui viene scambiato con altri, a sua volta uguale all'inverso del rapporto tra i gradi finali di utilità. Il prezzo è la quantità di moneta a corso legale con cui un bene può essere scambiato.